# Йоханісфелд
Йоханісфелд (рум. Iohanisfeld) — село у повіті Тіміш в Румунії. Входить до складу комуни Отелек.
Село розташоване на відстані 430 км на захід від Бухареста, 35 км на південний захід від Тімішоари.

## Населення
За даними перепису населення 2002 року у селі проживали 899 осіб.
Національний склад населення села:
| Національність | Кількість осіб | Відсоток |
| -------------- | -------------- | -------- |
| румуни         | 873            | 97,1%    |
| німці          | 14             | 1,6%     |
| угорці         | 10             | 1,1%     |

Рідною мовою назвали:
| Мова      | Кількість осіб | Відсоток |
| --------- | -------------- | -------- |
| румунська | 886            | 98,6%    |
| угорська  | 6              | 0,7%     |
| німецька  | 6              | 0,7%     |